# Newcastle (condado de Lincoln)
Newcastle es un lugar designado por el censo ubicado en el condado de Lincoln en el estado estadounidense de Maine. En el Censo de 2010 tenía una población de 667 habitantes y una densidad poblacional de 92,04 personas por km².

## Geografía
Newcastle se encuentra ubicado en las coordenadas 44°2′55″N 69°32′00″O / 44.04861, -69.53333. Según la Oficina del Censo de los Estados Unidos, Newcastle tiene una superficie total de 7.25 km², de la cual 5.63 km² corresponden a tierra firme y (22.37%) 1.62 km² es agua.

## Demografía
Según el censo de 2010, había 667 personas residiendo en Newcastle. La densidad de población era de 92,04 hab./km². De los 667 habitantes, Newcastle estaba compuesto por el 97.15% blancos, el 0% eran afroamericanos, el 0.75% eran amerindios, el 0.75% eran asiáticos, el 0% eran isleños del Pacífico, el 0% eran de otras razas y el 1.35% pertenecían a dos o más razas. Del total de la población el 0.6% eran hispanos o latinos de cualquier raza.